# Protaphis pseudocardui
Protaphis pseudocardui är en insektsart som först beskrevs av Theobald 1915.  Protaphis pseudocardui ingår i släktet Protaphis och familjen långrörsbladlöss. Inga underarter finns listade i Catalogue of Life.